# 中国佛教协会西藏分会
中国佛教协会西藏分会是中国佛教协会设在西藏自治区的分会，位于西藏自治区拉萨市城关区娘热路19号。

## 简介
1956年9月15日，中国佛教协会电贺中国佛教协会西藏分会成立大会开幕。1956年10月11日，中国佛教协会西藏分会成立，会议在十四世达赖和十世班禅的亲自关怀下开幕，噶丹赤巴·土登贡噶（格鲁派）当选为第一届会长，副会长有林仓·土登龙多（格鲁派）、恩久·洛桑群培（格鲁派）、功德林·济隆·罗桑土邓晋美坚参（格鲁派）、噶玛巴·日贝多吉（噶举派）、贡嘎扎西（萨迦派）、多吉扎·江白洛桑（宁玛派）、江措林·土登格桑（格鲁派）、密悟法师（汉族，格鲁派）共8人。
西藏基本完成平息叛乱及民主改革，推翻了政教合一的封建农奴制之后，1960年11月26日，中国佛教协会西藏分会第二届代表会议在拉萨召开。会议讨论了保留寺庙做好民主管理工作，发扬佛教“庄严国土、利乐有情”之本愿的事宜，同时也对民主改革中的若干错误做法提出批评。会议一致通过《关于拥护民主改革和全面贯彻落实宗教信仰自由政策的决议》。会议改选了分会理事，推举班禅额尔德尼·确吉坚赞为名誉会长，选举甘丹赤巴·土登贡噶任会长，林仓·土登龙多、恩久·洛桑群培、江措林·土登格桑、多吉扎·江白洛桑、结巴堪苏·坚白赤列、萨迦·洛桑崔陈为副会长。
1963年9月20日，中国佛教协会西藏分会第三届代表会议在拉萨召开。与会代表结合西藏自治区保留寺庙的实际情况，讨论了加强民主管理、教义学修以及寺庙维修等问题，同时揭批达赖1959年发动叛乱及叛逃印度之后组织流亡政府、发布“伪宪法”、号召“藏独”、武装袭扰边境等活动。会议推举班禅额尔德尼·确吉坚赞继续担任名誉会长，选举甘丹赤巴·土登贡噶、恩久·洛桑群培、江措林·土登格桑、结巴堪苏·坚白赤列、多吉扎·江白洛桑、生钦·洛桑坚赞为副会长。为贯彻此次会议精神，中国佛教协会西藏分会恢复并指导了以拉萨传昭大法会为主的各寺庙的正常宗教活动。
1982年10月21日至31日，中国佛教协会西藏分会第四届代表会议在拉萨召开。会议推举帕巴拉·格列朗杰为名誉会长，结巴堪苏·坚白赤列当选为第四届会长。
1983年4月27日，中国佛教协会西藏分会在拉萨大昭寺为流失多年的释迦牟尼八岁身量像（1300年前由尼泊尔的赤尊公主迎请至西藏）举办升座开光法会。
1986年11月5日至14日，中国佛教协会西藏分会第五届代表会议在拉萨举行。来自西藏自治区的藏族、汉族、蒙古族、珞巴族、门巴族等民族及夏尔巴人的佛教各派代表二百多人与会。会议期间，代表们学习了中共中央《关于社会主义精神文明建设指导方针的决议》；为了响应全国宗教界政协委员倡议，在拉萨大昭寺举办“祈祷世界和平法会”；举办了庆祝中国佛教协会西藏分会成立三十周年大会。
1992年9月，中国佛教协会西藏分会第六届代表大会在拉萨举行，9月19日大会闭幕。波米·强巴洛珠活佛当选中国佛教协会西藏分会第六届会长。
2003年10月14日至17日，中国佛教协会西藏分会第八次代表大会在拉萨召开。其间，2003年10月17日，中国佛教协会西藏分会举行八届一次理事会议，192名理事通过珠康·土登克珠活佛为中国佛教协会西藏分会第八届会长，达扎·单增格列等14人为中国佛教协会西藏分会副会长，平措次仁为中国佛教协会西藏分会秘书长，拉达·阿旺丹增等69人为第八届理事会常务理事，会议还礼请帕巴拉·格列朗杰为中国佛教协会西藏分会名誉会长。
2006年9月3日，中国佛教协会西藏分会成立五十周年庆祝大会在拉萨的西藏自治区政协会堂举行。全国政协副主席、中国佛教协会名誉会长帕巴拉·格列朗杰，班禅额尔德尼·确吉杰布，中国佛教协会西藏分会会长珠康·土登克珠，中国佛教协会副会长、云南省佛教协会会长刀述仁，西藏自治区人大常委会主任列确、副主任桑顶·多吉帕姆·德庆曲珍，西藏自治区人民政府副主席多杰次仁，中共西藏自治区政协党组书记土登才旺、西藏自治区政协副主席策墨林·丹增赤列、中共西藏自治区委统战部部长巴桑顿珠、副部长阿塔，中共中央统战部张东亮副局长，中国佛教协会西藏分会副会长达扎·单增格列、秘书长平措与有关部门领导及参加中国佛教协会西藏分会第八届二次理事会议的全体代表出席大会。
2009年2月16日至18日，中国佛教协会西藏分会第九次代表大会在拉萨举行。会议审议通过《中国佛教协会西藏分会第八届常务理事会工作报告》，修改了《中国佛教协会西藏分会章程》，选举那曲地区孝登寺珠康·土登克珠活佛连任第九届会长，达扎·单增格列、拉达·阿旺丹增等14名宗教界人士当选副会长，帕巴拉·格列朗杰再次获聘为名誉会长。新当选的第九届理事会的224名理事、69名常务理事，基本保持了第八届的规模。 在新的副会长中，有11人属于继续当选，3人属于新当选；其中年龄最大者78岁，最小者37岁；其中格鲁派6人当选，噶举派3人当选，萨迦派2人当选，苯教2人当选，宁玛派1人当选。
2014年1月16日至17日，中国佛教协会西藏分会第十次全区代表大会在拉萨召开。在为期两天的会议中，代表们审议通过了《中国佛协西藏分会第九届理事会工作报告》、《中国佛教协会西藏分会章程（修改草案）》等。会议还礼请帕巴拉·格列朗杰为中国佛教协会西藏分会十届名誉会长。选举珠康·土登克珠为中国佛协西藏分会第十届会长，选举索朗仁增为常务副会长，达扎·单增格列、 拉达·阿旺旦增等19人为副会长、常务副会长、副会长、秘书长、副秘书长、常务理事和理事。
2019年6月22日下午，为期两天的中国佛教协会西藏分会第十一次全区代表大会在拉萨闭幕。会议审议通过了关于第十届理事会工作报告的决议、关于中国佛教协会西藏分会章程（修订草案）的决议；通过了《关于礼请中国佛教协会西藏分会第十一届理事会名誉会长的决定》，礼请帕巴拉·格列朗杰活佛为中国佛教协会西藏分会名誉会长；班禅额尔德尼·确吉杰布全票当选为中国佛教协会西藏分会会长，选举产生了新一届理事会和领导班子。珠康·土登克珠、索朗仁增当选为常务副会长，达扎·单增格列、洛桑巴·赤列曲桑、直贡穷仓·洛桑强巴、班典顿玉、新色·旺杰、加色·贡桑旦增、土旦宁布、达娃次仁、扎西坚才、江白拉桑、念扎、占堆、拉巴、次成拉姆、洛松江村、多吉坚赞、罗松江村、贡桑宁布18人当选为副会长，范红斌当选为秘书长。

## 历任会长
1. 甘丹赤巴·土登贡噶（1956年－1964年圆寂，第一、二、三届）
2. 结巴堪苏·坚白赤列（1982年－1984年圆寂，第四届）
3. 色结堪苏·伦珠陶凯（1984年－1992年圆寂，第四、五届）
4. 波米·强巴洛珠（1992年－2002年圆寂，第六、七届）
5. 珠康·土登克珠（2003年至2019年，第八、九、十届）
6. 班禅额尔德尼·确吉杰布（2019年起，第十一届）